# Arise (álbum de Planetshakers)
El álbum Arise (Surgir, traducido al español) es una producción grabada en Estudio y lanzada en la conferencia Planetshakers en enero de 2006.

## Temas
- Lift Your Name Up (4:41).
- Redeemer (4:07).
- Majesty (5:07).
- Arise (4:24).
- You Are (6:17).
- Your Glory (7:14).
- Now And Forever (5:55).
- You Are My God (6:23).
- Everything (4:56).
- My Hero (4:45).
- For All You've Done (4:56).
- Rain Of Heaven (6:16).
- Set Me Free (6:26).